# Division 1 i amerikansk fotboll för damer 2017
Division 1 i amerikansk fotboll för damer 2017 var den högsta serien i amerikansk fotboll för damer i Sverige 2017. Serien spelades 14 april–8 juli 2017. Lagen möttes i dubbelmöten. Vinst gav 2 poäng, oavgjort 1 poäng och förlust 0 poäng. De två bästa lagen gick vidare till SM-final.
Division 1 i amerikansk fotboll för damer hade det året 9 lag. 
Regerande mästare var Örebro Black Knights som första lag att vinna ett SM-guld efter Stockholm Mean Machines dominans de tidigare åren 2012–2015.
För första gången streamades även några matcher. Tanken var att alla matcher skulle streamas men tre av lagen hade inte möjlighet till det.

## Lag
Division 1 Dam (9 lag)
- Arlanda Jets
- Borås Rhinos
- Carlstad Crusaders
- Göteborg Marvels
- Jönköping Spartans
- Limhamn Griffins
- Stockholm Mean Machines
- Västerås Roedeers
- Örebro Black Knights

(Rak serie med enkelmöte, fyra lag till slutspel)

## Finalen
Den 8 juli 2017 spelades finalen mellan Örebro Black Knights och Stockholm Mean Machines. Örebro Black Knights vann finalen med 24–6, vilket blev deras andra raka SM-guld.